# Yazi Dogo
Abdoulkader Yazi Dogo (* 1942 in Dogondoutchi; auch Yaji Dogo, Yagi Dogo) ist ein nigrischer Schauspieler, Dramatiker und Theaterleiter.

## Leben

### Frühe Jahre
Yazi Dogo wurde im zur Stadt Dogondoutchi in Südwest-Niger gehörenden Stadtviertel Maizari geboren. Er besuchte die Grundschule in seiner Geburtsstadt. Bei Schulfesten zeigte er sein Talent zum Theaterspielen. Nach der Grundschule arbeitete er zwei Jahre lang als Schreiber, um seine Eltern zu unterstützen. Anschließend ging er von 1953 bis 1956 auf eine römisch-katholische Mittelschule in Obervolta, das Collège Saint Jean Baptiste de La Salle in Ouagadougou. Er schloss sich der dortigen Schultheatertruppe an und wurde einer von deren Anführern.
Ein Jahrzehnt lang arbeitete Yazi Dogo als Lehrer im römisch-katholischen Schulwesen in Niger. Er wirkte zunächst von 1960 bis 1967 an der École Canada in Niamey. Parallel leitete er eine Pfadfindergruppe, der er das Theaterspielen näherbrachte.

### In Zinder
Von 1967 bis 1970 unterrichtete Yazi Dogo an der École Mission Garçons in Zinder. Er wechselte 1970 in das staatliche Schulsystem und begann an der École Birni Garçons im Stadtviertel Birni zu lehren. In der Stadt Zinder hatten bereits André Salifou und Marcel Inné eine neue Theatertradition etabliert. Yazi Dogo wirkte anfangs als Schauspieler in Salifous Theaterstücken mit, bis ihm Salifou die Leitung der Aufführungen übergab.
Dogo gründete 1972 mit der Troupe Théatrale de Zinder sein erstes eigenes Theaterensemble. Die bis 1982 bestehende Truppe war auf Komödien in der Sprache Hausa spezialisiert und gilt als Nigers bekannteste Komiker-Gruppe der 1970er Jahre. Yazi Dogos erstes Werk als Dramatiker, Sojen da, datiert auf das Jahr 1973 und handelt von der militärischen Grundausbildung in der französischen Kolonialzeit. Als Autor von insgesamt etwa dreißig Theaterstücken, die er auf die Bühne brachte, wählte er sowohl historische als auch tagesaktuelle Themen. In seinen Komödien zeigte er sich von lokalen mündlichen Überlieferungen, Legenden und Sprichwörtern beeinflusst. Er verfasste zudem an die hundert Sketche mit sensibilisierendem Charakter. Darin befasste er sich mit Themen wie AIDS, Poliomyelitis, Fehlernährung, der Einschulung von Mädchen, Zwangsheirat und Familienplanung.
Neben seiner Laufbahn als Schauspieler, Dramatiker und Theaterleiter war Yazi Dogo weiterhin im Schulwesen tätig. Er bildete sich an der Pädagogischen Fakultät der Universität Niamey weiter. Bei einem Schulversuch, der dann in das Regelschulwesen übernommen wurde, wurden in Niger ab 1973 écoles expérimentales (experimentelle Schulen) eingerichtet. Dabei kamen zu dem bis dahin üblichen Französisch ausgewählte Nationalsprachen als Unterrichtssprachen an Grundschulen hinzu. Dogo wirkte daran von Beginn an bis zum Jahr 1980 in Zinder mit und experimentierte mit dem Einsatz der Nationalsprache Hausa im Unterricht.

### In Niamey
Yazi Dogo übersiedelte 1983 in die Hauptstadt Niamey und gründete dort im selben Jahr die Theatertruppe des Kulturzentrums Centre Culturel Oumarou Ganda, die bald nach ihm den Namen Troupe Théâtrale Yazi Dogo annahm. Die Truppe wurde zu einem der populärsten und mit über dreißig Schauspielerinnen und Schauspielern zum größten Theaterensemble des Landes. Neben Yazi Dogo als Starkomiker war Oumarou Neïno, ebenfalls ursprünglich ein Lehrer, einer der bekanntesten Schauspieler. Das Ensemble improvisierte neue Stücke zunächst, die auf Grundlage dessen von Yazi Dogo in Textform gebracht wurden. Die Sprache bei den Aufführungen blieb Hausa, allerdings wurden auch Ausdrücke auf Zarma, einer in Niamey verbreiteten Sprache, eingeflochten. Bei Tourneen ließ Dogo ebenfalls sprachliche Anpassungen vornehmen. So wurden bei Aufführungen in Agadez Elemente aus der Sprache Tamaschek übernommen und in Nigeria aus dem Französischen stammende Begriffe durch englische ersetzt. Auf ihrer Heimbühne im Centre Culturel Oumarou Ganda veranstaltete Yazi Dogos Truppe für lange Zeit einmal im Jahr ein gut besuchtes einwöchiges Komödienfestival.
Die staatliche Rundfunkanstalt Office de Radiodiffusion et Télévision du Niger (ORTN) hatte 1962 damit begonnen, Theateraufführungen im Hörfunk zu übertragen. Die Sendungen machten Schauspielerinnen und Schauspieler wie Hadjia Délou und Hima Adamou bekannt. Im Jahr 1979 übertrug der ORTN die Sendereihe L’heure du théâtre populaire (Die Stunde des populären Theaters) erstmals im Fernsehen. Zu sehen war mit Riga ba Wuya (Das Hemd ohne Kragen) ein Stück von Yazi Dogo. Er war mit seiner Truppe oft in L’heure du théâtre populaire präsent, das jeden Sonntag gesendet und von vielen Menschen gesehen wurde. Er wirkte auch an der Sketch-Sendung Détente et Sourire (Entspannung und Lächeln) mit, die jeden Dienstag ausgestrahlt wurde. Yazi Dogo spielte zudem in mehreren nigrischen Spielfilmen, so in Nuages noirs (1979) von Regisseur Djingarey Maïga und Si les cavaliers (1982) von Regisseur Mahamane Bakabé nach einer Vorlage von André Salifou. In den 1980er Jahren erreichte er den Höhepunkt seiner künstlerischen Laufbahn. Staatschef Seyni Kountché ehrte ihn mit dem Ritterkreuz des Nationalordens und des Ordens der akademischen Palmen.
In Niamey arbeitete Yazi Dogo in den 1980er Jahren außerdem als Schulinspektor für Grundschulen. In einem gemeinsamen Programm der Universität Niamey und der Boston University lehrte er ab 1987 anfangs Französisch und Hausa, dann darstellende Kunst. Zuletzt war er in leitender Funktion für die staatliche Bildungshochschule Centre de Formation Professionelle in Niamey tätig, bis er 1997 im Staatsdienst in den Ruhestand ging. Mit dem Rückgang der staatlichen Förderung kultureller Veranstaltungen und dem Aufstieg der Nollywood-Filme arbeitete Yazi Dogo künstlerisch zunehmend als privater Unterhalter. Im Nigrischen Nationalmuseum in Niamey trat er allwöchentlich als Erzähler für Kinder auf. Ähnlich wie die Theatertruppe Messagers du Sahel von Azonhon Faton produzierte die Troupe Théâtrale Yazi Dogo verstärkt Auftragsarbeiten für den ORTN und für Nichtregierungsorganisationen.
Yazi Dogo ist verheiratet und hat fünf Kinder.